# 엘리자베트 자케 드 라게르
엘리자베트 클로드 자케 드 라게르(Elisabeth Claude Jacquet de La Guerre, 1665년 3월 17일 – 1729년 6월 27일)는 프랑스 음악가, 하프시코드 연주자 및 작곡가이다.

## 생애와 작품
1665년 3월 17일 파리의 Saint-Louis-en-l'Ile 교구에서 음악가이자 악기 제작자의 집안에서 태어났다. 석공, 음악가, 작곡가 및 악기 제작자로 이루어진 부유한 집안 출신이다. 할아버지인 Jehan Jacquet와 아버지인 Claude Jacquet는 하프시코드 제작자였다. Claude Jacquet는 아들들에게만 가르치는 것이 아니라 세상에서 생존하고 번성하는 방법을 아들과 딸 모두에게 가르쳤다. 이러한 양육, 아버지의 지원, 음악가로서의 가족의 풍부한 역사는 음악 경력에 중요한 디딤돌이 되었다. 아버지로부터 초기 음악 교육을 받았다. 루이 14세는 5세 때 베르사유 궁전에서 신동으로 보이는 그녀가 공연을 할 때 그녀를 주목했다. 이것은 결국 태양왕 루이 14세의 궁정에서 음악가가 되는 계기가 되었다. 일반적으로 왕을 위해 작품의 대부분을 썼다.  십대 때 프랑스 왕실에 입학하여 왕의 정부인 Françoise-Athénaïs, marquise de Montespan 이 그녀의 교육을 감독했다. 왕실이 베르사유로 옮겨갈 때까지 왕실에 머물렀다. 1684년 생트 샤펠의 고(故) 오르가니스트 미셸 드 라게르 의 아들인 오르가니스트 마린 드 라게르와 결혼했다. 결혼 후 집과 파리 전역에서 가르치고 작곡하고 콘서트를 열어 큰 찬사를 받았다.
자케 드 라게르는 당대에 잘 알려진 몇 안 되는 여성 작곡가 중 한 사람으로 동시대의 많은 작곡가들과는 달리 다양한 형식으로 작곡했다.
첫 출판 작품은 1687년에 인쇄된 Premier livre de pièces de clavessin 으로, 여기에는 전주곡이 포함되어 있다. 그것은 Chambonnières, Lebègue 및 d'Anglebert 와 함께 17세기에 프랑스에서 인쇄된 몇 안 되는 하프시코드 컬렉션 중 하나였다. 1690년대에 발레 Les Jeux à l'honneur de la victoire (c. 1691)를 작곡했지만 이후에 소실되었다. 1694년 3월 15일 오페라 Céphale et Procris는 프랑스 여성이 쓴 최초의 오페라였다. 5막의 비극 서정은 Duché de Vancy의 대본으로 설정되었다. 또한 주로 소나타와 칸타타와 같은 이탈리아 장르를 실험했다.  1695년에 트리오 소나타 세트를 작곡했다.
라게르의 유일한 출판 오페라는 5~6회 공연에 불과했다. 이 실패에 대한 설명은 오페라가 음악보다 텍스트에 의존했다는 것이다. Cephale et Procris는 곧 tragedie en musique, 음악에 비극을 넣고 음악적으로 낭송되는 프랑스 문학 극장으로 알려지게 되었다. 라게르의 작품은 당대 오페라에 대해 신중한 프랑스 음악 문화에서 좋은 평가를 받지 못했다.
라게르는 1708년과 1711년에 Cantates françoises sur des sujets Tirez de l'Ecriture 의 두 권의 책을 출판하면서 성악 작곡으로 돌아왔다. 라게르의 마지막으로 출판된 작품은 세속적인 Cantates françoises (c. 1715) 모음집이었다. 라게르가 사망한 후 소유 목록에는 흰색과 검은색 건반이 있는 작은 악기, 검은색 건반이 있는 악기 및 대형 이중 수동 플랑드르 하프시코드라는 세 개의 하프시코드가 있었다.
오페라에 대한 열악한 평가에도 불구하고 계속해서 작품을 발표하고 기회를 잡았다. 말년에 나온 소나타는 장르의 승리로 간주된다. 이것은 라게르의 바이올린 역할의 발전과 라게르가 프랑스 전통과 이탈리아 혁신을 혼합한 방식 때문이다. 사후에는 작곡의 천재성, 성악과 기악의 창의성, 다양한 장르가 인정받았다. 인생과 경력 성공은 여성 작곡가로서 성공할 수 있는 드문 기회를 얻었고 그것을 최대한 활용했음을 보여준다.

## 관련 논문
- 손인실, 〈라게르(Elisabeth-Claude Jacquet de La Guerre)의 바이올린 소나타 연구 : 1707년 작품을 중심으로〉, 이화여자대학교 대학원 음악학부 졸업 석사학위논문, 2010년 2월
- 황예지, 〈자케 드 라게르의 두 대의 바이올린과 바소 콘티누오를 위한 네 개의 트리오 소나타 연구〉, 이화여자대학교 대학원 음악학부 석사학위논문, 2018년